# Lee Zavitz
Leland George Zavitz (* 20. August 1904 in Mount Vernon, Washington; † 2. Juni 1977 in Los Angeles) war ein US-amerikanischer Spezialeffektkünstler, der 1951 für Endstation Mond den Oscar in der Kategorie Beste visuelle Effekte erhielt. 

## Leben
1939 war er erstmals in John Fords … dann kam der Orkan für die Spezialeffekte zuständig. Es folgten Filme wie Vom Winde verweht, wo er für die Feuereffekte verantwortlich war, Unter schwarzer Flagge und Tagebuch einer Kammerzofe. 1951 erhielt er für Endstation Mond den Oscar in der Kategorie Beste visuelle Effekte. Der Science-Fiction-Film basierte auf einem Roman von Robert A. Heinlein. 
In den 1950er-Jahren arbeitete er im Bereich Spezialeffekte außerdem unter anderem an Filmen wie Piraten wider Willen, In 80 Tagen um die Welt und From the Earth to the Moon. Sein letzter Film war 1969 der US-amerikanische Kriegsfilm Das Schloß in den Ardennen des Regisseurs Sydney Pollack.

## Filmografie
- 1931: Seas Beneath
- 1939: … dann kam der Orkan (The Hurricane)
- 1939: Vom Winde verweht (Gone with the Wind)
- 1940: Der Auslandskorrespondent (Foreign Correspondent)
- 1941: Lord Nelsons letzte Liebe (That Hamilton Woman)
- 1941: Die Waffenschmuggler von Kenia (Sundown)
- 1945: Unter schwarzer Flagge (Captain Kidd)
- 1946: Tagebuch einer Kammerzofe (The Diary of a Chambermaid)
- 1948: The Girl from Manhattan
- 1949: Herr der Unterwelt (The Crooked Way)
- 1949: Mrs. Mike
- 1950: Endstation Mond (Destination Moon)
- 1950: Johnny One-Eye
- 1951: … jetzt wird abgerechnet (The Bushwhackers)
- 1951: Die Braut des Gorilla (Bride of the Gorilla)
- 1952: Piraten wider Willen (Abbott and Costello Meet Captain Kidd)
- 1952: The Fighter
- 1953: Treffpunkt Honduras (Appointment in Honduras)
- 1954: Apache
- 1954: Bait
- 1954: The Snow Creature
- 1956: In 80 Tagen um die Welt (Around the World in Eighty Days)
- 1957: Der Ritt zurück (The Ride Back)
- 1957: Zeugin der Anklage (Witness for the Prosecution)
- 1957: Flucht nach Mexiko (The River's Edge)
- 1957: Tag ohne Ende (Men in War)
- 1958: From the Earth to the Moon
- 1959: Das letzte Ufer (On the Beach)
- 1960: Alamo (The Alamo)
- 1961: Seven Women from Hell
- 1962: Sodom und Gomorrha (Sodom and Gomorrah)
- 1963: Der rosarote Panther (The Pink Panther)
- 1963: Kapitän Sindbad (Captain Sindbad)
- 1964: Der Zug (The Train)
- 1965: Viva Maria!
- 1968: Die Hölle von San Sebastian (La bataille de San Sebastian)
- 1969: Das Schloß in den Ardennen (Castle Keep)